# Stéphane Lannoy
Stephane Lannoy (Boulogne-sur-Mer, 1969. szeptember 18.–) francia nemzetközi labdarúgó-játékvezető. Teljes neve: Stéphane Laurent Lannoy. Sailly-sur-la-Lysban él és dolgozik, ahol videojátékok nagykereskedője.

## Pályafutása

### Labdarúgóként
Fiatalon ismerkedett meg a labdarúgással, 20 éves korában felismerte, hogy nem fog tudni labdarúgó karriert befutni, felhagyva a labdarúgással játékvezetői vizsgát tett.

### Nemzeti játékvezetés
A játékvezetői vizsgát 1989-ben tette le, 2002-ben lett az I. Liga játékvezetője.

### Nemzetközi játékvezetés
A Francia labdarúgó-szövetség Játékvezető Bizottsága (JB) terjesztette fel nemzetközi játékvezetőnek, a Nemzetközi Labdarúgó-szövetség (FIFA) 2006-tól tartotta nyilván bírói keretében. Több nemzetek közötti válogatott- és klubmérkőzést vezetett. 2007-ben lett az elit játékvezetői csoport tagja. A francia nemzetközi játékvezetők rangsorában, a világbajnokság-Európa-bajnokság sorrendjében az 5. helyet foglalja el 15 találkozó szolgálatával. Válogatott mérkőzéseinek száma: 20 (2013).

#### Világbajnokság

##### U17-es labdarúgó-világbajnokság
Nigéria rendezte a 13., a 2009-es U17-es labdarúgó-világbajnokság összecsapásait, ahol FIFA JB hivatalnoki megbízással látta el.

###### 2009-es U17-es labdarúgó-világbajnokság
| Időpont           | Helyszín                      | Mérkőzés típusa              | Mérkőzés        | Eredmény | Nézők száma |
| ----------------- | ----------------------------- | ---------------------------- | --------------- | -------- | ----------- |
| 2009. október 27. | Városi Stadion, Abuja         | csoportmérkőzés (A. csoport) | Nigéria–Belgium | 1 : 0    | 42 900      |
| 2009. október 30. | Teslim Balogun Stadion, Lagos | csoportmérkőzés (B. csoport) | Japán–Mexikó    | 0 : 2    | 17 105      |
| 2009. november 5. | U.J. Esuene Stadion, Calabar  | egyik nyolcaddöntő           | Irán–Uruguay    | 1 : 2    | 3 600       |

##### U20-as labdarúgó-világbajnokság
Törökország rendezte a 19., a 2013-as U20-as labdarúgó-világbajnokságot, ahol a FIFA JB bíróként alkalmazta
| Időpont          | Helyszín                            | Mérkőzés típusa              | Mérkőzés            | Eredmény | Nézők száma |
| ---------------- | ----------------------------------- | ---------------------------- | ------------------- | -------- | ----------- |
| 2013. június 25. | Yeni Şehir Stadion, Rize            | csoportmérkőzés (C. csoport) | Ausztrália–Salvador | 1 – 2    | 13 015      |
| 2013. június 29. | Akdeniz University Stadion, Antalya | csoportmérkőzés (E. csoport) | Irak–Chile          | 2 – 1    | 2785        |

---
A világbajnoki döntőhöz vezető úton Dél-Afrikába a XIX., a 2010-es labdarúgó-világbajnokságra illetve Brazíliába a XX., a 2014-es labdarúgó-világbajnokságra a FIFA JB bíróként alkalmazta.

##### 2010-es labdarúgó-világbajnokság
2008-ban a FIFA JB bejelentette, hogy a világbajnokság 54 lehetséges játékvezetőjének átmeneti listájára jelölte. A 38-as, szűkítette keretben is maradt a jelöltek között. A kiválasztottak mindegyike részt vett több szakmai szemináriumon. A végleges listát különböző technikai, fizikai, pszichológiai és egészségügyi tesztek teljesítése, valamint különböző erősségű összecsapásokon mutatott teljesítmények alapján állították össze. Az európai játékvezetők keretéből 14 bíró maradt versenyben. A FIFA JB 2010. február 5-én kijelölte a (június 11.-július 11.) közötti világtorna közreműködő harminc játékvezetőt, akik között ott volt Kassai Viktor és két segítője, Erős Gábor és Vámos Tibor is. Európát 10 játékvezetői trió képviselte. Az érintettek március 2-6. között a Kanári-szigeteken vettek részt szemináriumon, ezt megelőzően február 26-án Zürichben orvosi vizsgálaton kellett megjelenniük. Világbajnokságon vezetett mérkőzéseinek száma: 2.

###### Selejtező mérkőzés
| Időpont              | Helyszín                           | Mérkőzés típusa           | Mérkőzés                | Eredmény | Nézők száma |
| -------------------- | ---------------------------------- | ------------------------- | ----------------------- | -------- | ----------- |
| 2008. szeptember 10. | Şükrü Saraçoğlu Stadion, Isztambul | előselejtező (5. csoport) | Törökország–Belgium     | 1 : 1    | 34 097      |
| 2008. október 11.    | Vasilij Levski Stadion, Szófia     | előselejtező (8. csoport) | Bulgária–Olaszország    | 0 : 0    | 35 000      |
| 2009. szeptember 9.  | Puskás Ferenc Stadion, Budapest    | előselejtező (1. csoport) | Magyarország–Portugália | 0 : 1    | 42 000      |

###### Világbajnoki mérkőzés
| Időpont          | Helyszín                          | Mérkőzés típusa        | Mérkőzés                  | Eredmény | Nézők száma |
| ---------------- | --------------------------------- | ---------------------- | ------------------------- | -------- | ----------- |
| 2010. június 14. | Soccer City Stadion, Johannesburg | selejtező (E. csoport) | Hollandia–Dánia           | 2 : 0    | 83 465      |
| 2010. június 20. | Soccer City Stadion, Johannesburg | selejtező (G. csoport) | Brazília–Elefántcsontpart | 3 : 1    | 84 455      |

##### 2014-es labdarúgó-világbajnokság
2012-ben a FIFA JB bejelentette, hogy a brazil labdarúgó-világbajnokság lehetséges játékvezetőinek átmeneti listájára jelölte. A szűkített keretnek már nem lett tagja.

###### Selejtező mérkőzés
| Időpont           | Helyszín                         | Mérkőzés típusa           | Mérkőzés          | Eredmény | Nézők száma |
| ----------------- | -------------------------------- | ------------------------- | ----------------- | -------- | ----------- |
| 2013. március 22. | Nemzeti Stadion, Ramat Gan       | előselejtező (F. csoport) | Izrael–Portugál   | 3 – 3    | 38 600      |
| 2013. június 7.   | Baldvin király Stadion, Brüsszel | előselejtező (A. csoport) | Belgium–Szerbia   | 2 – 1    | 45 844      |
| 2013. október 11. | Parken Stadion, Koppenhága       | előselejtező (B. csoport) | Dánia–Olaszország | 2 – 2    | 35 305      |

#### Európa-bajnokság

##### U21-es labdarúgó-Európa-bajnokság
Hollandia rendezte a 16., a 2007-es U21-es labdarúgó-Európa-bajnokságot, ahol a FIFA/UEFA JB bíróként foglalkoztatta.
| Időpont          | Helyszín                        | Mérkőzés típusa                         | Mérkőzés               | Eredmény | Nézők száma |
| ---------------- | ------------------------------- | --------------------------------------- | ---------------------- | -------- | ----------- |
| 2007. június 10. | De Goffert Stadion, Nijmegen    | csoportmérkőzés (B. csoport)            | Szerbia–Olaszország    | 1 : 0    | 8 347       |
| 2007. június 16. | Abe Lenstra Stadion, Heerenveen | csoportmérkőzés (A. csoport)            | Hollandia–Belgium      | 2 : 2    | 24 099      |
| 2007. június 21. | De Goffert Stadion, Nijmegen    | bronztalálkozó (olimpiai pót-selejtező) | Portugália–Olaszország | 0 : 0    | 5 167       |

---
Az európai-labdarúgó torna döntőjéhez vezető úton Ausztriába és Svájcba a XIII., a 2008-as labdarúgó-Európa-bajnokságra és Ukrajnába és Lengyelországba a XIV., a 2012-es labdarúgó-Európa-bajnokságra az UEFA JB játékvezetőként foglalkoztatta.

##### 2008-as labdarúgó-Európa-bajnokság
2008-ban tartalék játékvezetőnek delegálták, negyedik bíróként tevékenykedett.

###### Selejtező mérkőzés
| Időpont           | Helyszín                  | Mérkőzés típusa           | Mérkőzés                     | Eredmény | Nézők száma |
| ----------------- | ------------------------- | ------------------------- | ---------------------------- | -------- | ----------- |
| 2007. október 17. | Koševo Stadion, Szarajevó | előselejtező (C. csoport) | Bosznia-Hercegovina–Norvégia | 0 : 2    | 15 000      |

##### 2012-es labdarúgó-Európa-bajnokság
| Időpont             | Helyszín                         | Mérkőzés típusa           | Mérkőzés                 | Eredmény | Nézők száma |
| ------------------- | -------------------------------- | ------------------------- | ------------------------ | -------- | ----------- |
| 2010. október 12.   | Központi Stadion, Amszterdam     | előselejtező (E. csoport) | Hollandia–Svédország     | 4 : 1    | 46 000      |
| 2011. június 4.     | Petrovski Stadion, Szentpétervár | előselejtező (B. csoport) | Oroszország–Örményország | 3 : 1    | 18 000      |
| 2011. szeptember 6. | Park Stadion, Koppenhága         | előselejtező (H. csoport) | Dánia–Norvégia           | 2 : 0    | 37 167      |

###### Európa-bajnoki mérkőzés
2012-ben a 12 fős bírói keretbe osztották. A nemzetközi torna előtt speciális felkészítő edzőtáborba vett részt. Elsőként 2012. január 30. - február 2. között, utána április végén a Varsóban folytatódott felkészítés. A kontinensviadal történetében először meccsenként négy asszisztens segíti a munkáját.
| Időpont          | Helyszín                | Mérkőzés típusa              | Mérkőzés                | Eredmény | Nézők száma |
| ---------------- | ----------------------- | ---------------------------- | ----------------------- | -------- | ----------- |
| 2012. június 9.  | Városi Stadion, Lviv    | csoportmérkőzés (B. csoport) | Németország–Portugália  | 1 : 0    | 32 990      |
| 2012. június 12. | Városi Stadion, Wrocław | csoportmérkőzés (A. csoport) | Görögország–Csehország  | 1 : 2    | 38 000      |
| 2012. június 28. | Nemzeti Stadion, Varsó  | egyik elődöntő               | Németország–Olaszország | 1 : 2    | 56 070      |

#### Olimpia
Kína rendezte a XXIX., a 2008. évi nyári olimpiai játékok labdarúgó tornáját, ahol a FIFA JB bírói szolgálattal bízta meg.
| Időpont             | Helyszín                  | Mérkőzés típusa              | Mérkőzés           | Eredmény | Nézők száma |
| ------------------- | ------------------------- | ---------------------------- | ------------------ | -------- | ----------- |
| 2008. augusztus 10. | Olimpiai Stadion, Senjang | csoportmérkőzés (C. csoport) | Új-Zéland–Brazília | 0 : 5    | 44 951      |

## Magyar vonatkozás
| Időpont             | Helyszín                | Mérkőzés típusa          | Mérkőzés            | Eredmény | Nézők száma |
| ------------------- | ----------------------- | ------------------------ | ------------------- | -------- | ----------- |
| 2010. augusztus 11. | Wembley Stadion, London | 850. válogatott mérkőzés | Anglia–Magyarország | 2 : 1    | 72 024      |